# 黎成龙
黎成龙（1963年9月23日—），清化省岑山市人，1991年4月6日加入越南共产党，越南政治人物，现任越南政府副总理。

## 生平
黎成龙出生于清化省，1987年加入越南司法部，曾在前苏联留学并获得法学学士学位，以后又在加拿大、日本留学，主攻国际法专业，并最终在日本名古屋大学获得法学博士学位，2007年名古屋大学校友会越南分会成立後，黎成龙成为首位分会长。回到越南後，他曾在国际合作司和司法部一般法律制定问题主管机关任职，直到2011年10月升任该部副部长。
2014年，黎成龙外放至河静省，出任该省党委副书记。2015年9月，他回炉出任司法部副部长，并于2016年4月9日升任司法部部长，2021年越南中央政府换届后继续担任司法部长。2024年6月6日，黎成龙获国会任命为越南政府副总理。2024年8月，不再兼任司法部长。